# Pak Li-sup
Pak Li-sup ((박리섭?, 朴利燮?); 6 gennaio 1944) è un ex calciatore nordcoreano, di ruolo difensore.

## Carriera
Rappresentò la sua nazione ai mondiali di Inghilterra del 1966. Giocò anche per l'Amrokgang Sports Club, squadra di massima divisione nordcoreana con sede a Pyongyang